# Jan Nagel
Johann Georg (Jan) Nagel (Amsterdam, 20 juni 1939) is een Nederlands politicus en voormalig programmamaker, die programmamaker was voor de VARA-radio en lid was van het partijbestuur van de Partij van de Arbeid. Later was hij voorzitter van 50PLUS en Eerste Kamerlid.

## Loopbaan
Nagel was medeoprichter van het radioprogramma In de Rooie Haan. Als politicus behoorde hij tot de stroming Nieuw Links in de PvdA. Voor die partij was Nagel van 1977 tot 1983 lid van de Eerste Kamer.
In 1975 deed hij, na een bezoek aan Oost-Berlijn als lid van het partijbestuur van de PvdA, de uitspraak dat de Berlijnse Muur historisch juist was. Dit kwam hem op scherpe kritiek van Joop den Uyl te staan. (Overigens had hij bij een eerder bezoek aan de DDR in 1966 ten overstaan van de Oost-Duitse autoriteiten juist gepleit voor het openen van de Muur.)
Bij de VARA klom hij op tot eindredacteur van Achter het Nieuws en hoofd informatie televisie en radio. Ook het programma De Kloof, waarin politici werden geconfronteerd met de beleving van de burgers, was mede door hem opgezet. Zijn manier van leidinggeven was omstreden: ervaren VARA-medewerkers als Wim Bosboom en Pier Tania hielden het midden jaren zeventig bij de omroep voor gezien.

### Partijenoprichter
In 1993 stichtte hij – nadat hij uit de Partij van de Arbeid getreden was – de lokale partij Leefbaar Hilversum. Namens die partij was hij lid van de gemeenteraad en wethouder in Hilversum. In 2001 stichtte hij Leefbaar Nederland, waarin hij samenwerkte met Henk Westbroek, Willem van Kooten, Ton Luiting, Broos Schnetz en Pim Fortuyn. Onder Westbroek en Nagel voltrok zich in 2002 een breuk met Fortuyn, die verderging met zijn eigen Lijst Pim Fortuyn.
In 2005 startte hij, samen met oud-politiewoordvoerder Klaas Wilting, Peter C. Schouten en (als lijsttrekker) Peter R. de Vries, een andere partij: de Partij voor Rechtvaardigheid, Daadkracht en Vooruitgang (PRDV). Toen deze partij volgens peilingen onvoldoende kiezers bleek aan te spreken, werd ze opgeheven.
In 2009 maakte hij deel uit van de initiatiefnemers voor een politieke partij, de Onafhankelijke Ouderen- en Kinderen Unie (OokU) geheten. Deze trachtte kiezers te werven met een pleidooi voor geleidelijke afschaffing van de hypotheekrenteaftrek. De partij deed niet mee aan de Tweede Kamerverkiezingen in juni 2010, en werd in 2011 opgevolgd door 50PLUS.
Dit werd een politieke partij die meedeed aan de Provinciale Statenverkiezingen van 2011. Bij die verkiezingen behaalde die partij genoeg zetels in de provincies voor één zetel in de Eerste Kamer. Jan Nagel stond bovenaan de kandidatenlijst van 50PLUS, waarmee hij terugkeerde in de Eerste Kamer. De partij deed ook mee aan de Tweede Kamerverkiezingen van 2012 en haalde daarbij twee zetels, met partijleider Henk Krol als fractievoorzitter.
Na het gedwongen vertrek van Henk Krol als partijleider werd Nagel op een partijcongres op 2 november 2013 verkozen tot interim-partijvoorzitter. Dit bleef hij tot 29 maart 2014, toen John Struijlaard hem opvolgde. Op de algemene ledenvergadering van 4 juni 2016 werd Nagel opnieuw als voorzitter gekozen. Hoewel het huishoudelijk reglement verhinderde dat het partijvoorzitterschap werd gecombineerd met het lidmaatschap van de Eerste of Tweede Kamer, kreeg Nagel volgens een verklaring van de partij "vanwege zijn grote ervaring dispensatie voor het verkiezingsjaar". In juni 2017 volgde Jan Zoetelief na stemming op de partijbijeenkomst hem op. In september 2018 kondigde Nagel aan dat hij in 2019 de Eerste Kamer zou verlaten.

### Formateur Den Helder
Toen na de gemeenteraadsverkiezingen van 2018 de vorming van een college in Den Helder moeizaam bleek te verlopen, werd Nagel aangesteld als formateur. Toen hij bezig was met het formeren van een coalitie van VVD, CDA en de Seniorenpartij, werd er echter buiten zijn medeweten een college van de Seniorenpartij, PVV, ChristenUnie, Beter voor Den Helder, de Stadspartij Den Helder en Behoorlijk Bestuur Den Helder gevormd, hetgeen zijn woede wekte. Uiteindelijk werd het college gevormd door Beter voor Den Helder, CDA, VVD, PvdA, ChristenUnie, Seniorenpartij en de Stadspartij Den Helder.

## Autobiografie
In 2001 verscheen zijn autobiografie Boven het maaiveld. Dit boek bevat onder meer anekdotes uit de Haagse politiek en de omroepwereld.
- International Standard Name Identifier: 0000 0000 3380 7338
- Library of Congress Control Number: n2002047563
- Nederlandse Thesaurus van Auteursnamen: 071743448
- Parlement.com: vg09llicdkc5
- SNAC: w6v43mfc
- Virtual International Authority File: 53509615
- WorldCat: E39PBJyhfPHp7TgFxHFQvKH3cP